# Castelo de Achnacarry

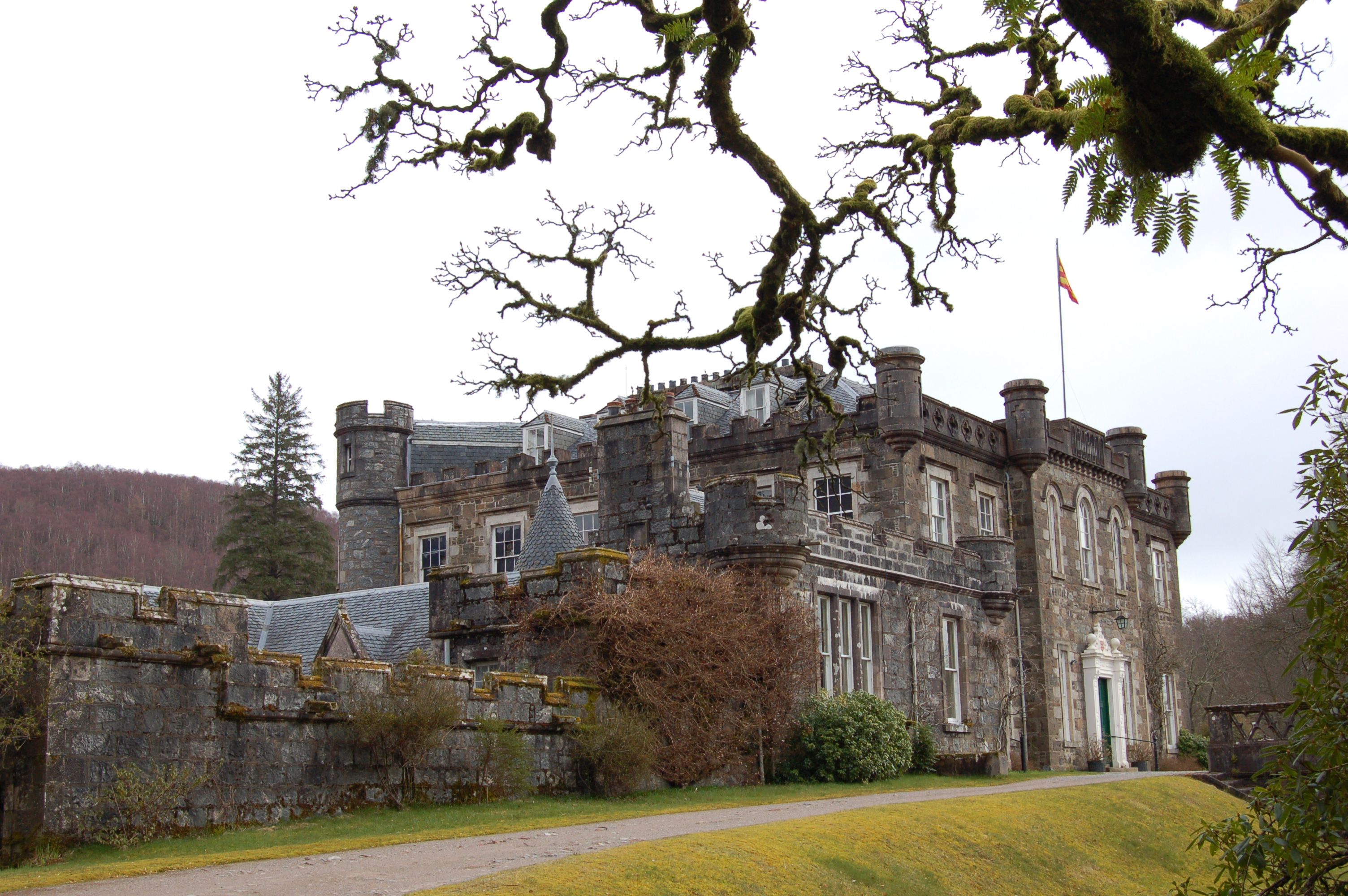
Castelo de Achnacarry, Escócia.

O Castelo de Achnacarry (em língua inglesa Achnacarry Castle) é uma casa ancestral dos chefes do Clã Cameron, localizado em Achnacarry, Escócia.
O castelo foi protegido na categoria B do listed building, em 5 de outubro de 1971.